# Dicastério para os Textos Legislativos
O Pontifício Conselho para os Textos Legislativos (Pontificium Consilium de Legum Textibus) foi instituído com o Motu Próprio Cum iuris canonici, de 15 de setembro de 1917, do Papa Bento XV com o nome original de Pontifícia Comissão para a interpretação autêntica do Código de Direito Canônico, promulgado em 27 de maio de 1917.
A comissão teve sua duração até a criação da Pontifícia Comissão para a revisão do Código de Direito Canônico, constituída pelo Papa João XXIII, no dia 28 de março de 1963, com o objetivo de preparar, à luz dos decretos do Concílio Vaticano II, a reforma do Código promulgado por Bento XV.
Em 11 de julho de 1967, Paulo VI instituiu a Pontifícia Comissão para a Interpretação dos Decretos do Concílio Vaticano II, cuja competência era direcionada a interpretação dos documentos redigidos pela Santa Sé para a execução dos decretos conciliares (carta da secretaria de estado N. 134634 de 14 de abril de 1969).
João Paulo II com o Motu Próprio Recognito Iuris Canonici Codice, de 2 de janeiro de 1984, instituiu a Pontifícia Comissão para a Interpretação autêntica do Código Direito Canônico, cujo objetivo era interpretar os cânones do novo Código de Direito Canônico promulgado em 25 de janeiro de 1983 e as leis universais da Igreja Latina. Com a instituição desta comissão, foram extintas a Pontifícia Comissão para a revisão do Código de Direito Canônico e a Pontifícia Comissão para a Interpretação dos Decretos do Concílio Vaticano II.
Com a Constituição Apostólica Pastor Bonus, de 28 de junho de 1988, a Comissão foi transformada no atual Pontifício Conselho para os Textos Legislativos com uma competência mais ampla e articulada.
Este pontifício conselho tem a função de interpretar as leis da Igreja, no âmbito da competência deste dicastério, confirmada pela autoridade pontifícia, e levando em consideração as leis, e leis comuns entre a Igreja Latina e as Igrejas Orientais; também presta um auxílio técnico-jurídico para os outros dicastérios da Cúria Romana; este pontifício conselho examina, sob o aspecto jurídico, os decretos gerais dos organismos episcopais: conferências episcopais e concílios particulares (cf. Cost. ap. Pastor Bonus, art. 157).

## Presidentes
|             | Nome                                    | Período     | Notas              |
| Presidentes | Presidentes                             | Presidentes | Presidentes        |
| ----------- | --------------------------------------- | ----------- | ------------------ |
| 11°         | Filippo Iannone, O.Carm.                | 2018        | Atual              |
| 10º         | Francesco Cardeal Coccopalmerio         | 2007-2018   | presidente emérito |
| 9º          | Julián Cardeal Herranz Casado           | 1994-2007   | presidente emérito |
| 8º          | Vincenzo Cardeal Fagiolo                | 1990-1994   |                    |
| 7º          | Rosalio José Cardeal Castillo Lara, SDB | 1984-1989   |                    |
| 6º          | Pericle Cardeal Felici                  | 1967-1982   |                    |
| 5º          | Pietro Cardeal Ciriaci                  | 1955-1966   |                    |
| 4º          | Massimo Cardeal Massimi                 | 1939-1946   |                    |
| 3º          | Luigi Cardeal Sincero                   | 1934-1936   |                    |
| 2º          | Giulio Cardeal Serafini                 | 1930-1938   |                    |
| 1º          | Pietro Cardeal Gasparri                 | 1917-1930   |                    |